# أوريجينال سين
أوريجينال سين (بالإنجليزية: Original Sin)‏ هو فيلم جريمة أُنتج في الولايات المتحدة وصدر في سنة 2001. من بطولة أنتونيو بانديراس وأنجلينا جولي وتوماس جين.
تاجر القهوة المشهور في بلاده والذي يحظى باحترام الجميع، يقرر أن يتزوج من السيدة الأميركية جوليا روسل (أنجلينا جولي) التي لم يلتقِ بها قط، وتتوقف معرفته بها على المراسلات والخطابات.في يوم وصولها ببكوبا، يفُاجأ لويس بجمال جوليا غير المتوقع، فهي لا تشبه الصورة التي ارسلتها له من قبل والتي كانت فيها متواضعة الجمال، فيقررا الزواج في يوم وصولها. في البداية كانت العلاقة بينهما فاترة، يشوبها الحذر والتوجس، لكنهما بمرور الأيام صارا أقرب بل فاضت مشاعرهما لتغرقهما في بحر من الرغبة والحب. لكن كلما اقترب لويس من فهم جوليا أكثر، ازدادت هي غموضا، حتى تبدأ الخيوط تتلاقى عندما يفاجأ لويس بقدوم محقق أميركي خاص(طوماس جان) مؤجر من قبل أخت جوليا التي يساورها القلق على أختها المختفية.

## الميزانية والإيرادات
بلغت تكلفة إنتاج الفيلم حوالي 42 مليون دولار بينما حقق أرباحا تقدر بـ 36.4 مليون دولار.

## وصلات خارجية
- أوريجينال سين على موقع IMDb (الإنجليزية)
- أوريجينال سين على موقع ميتاكريتيك (الإنجليزية)
- أوريجينال سين على موقع روتن توميتوز (الإنجليزية)
- أوريجينال سين على موقع نتفليكس (الإنجليزية)
- أوريجينال سين على موقع قاعدة بيانات الأفلام العربية
- أوريجينال سين على موقع ألو سيني (الفرنسية)
- أوريجينال سين على موقع Turner Classic Movies (الإنجليزية)
- أوريجينال سين على موقع أول موفي (الإنجليزية)
- أوريجينال سين على موقع بوكس أوفيس موجو (الإنجليزية)
- أوريجينال سين على موقع فيلمافينيتي (الإسبانية)
- Original Sin على موقع أول موفي.